# Halowe Mistrzostwa Świata w Lekkoatletyce 2018 – skok w dal kobiet
Skok w dal kobiet – jedna z konkurencji technicznych rozgrywanych podczas halowych lekkoatletycznych mistrzostw świata w Arena Birmingham w Birmingham.
Tytułu mistrzowskiego nie obroniła Amerykanka Brittney Reese, która wywalczyła wicemistrzostwo świata. Złoty medal zdobyła Ivana Španović.

## Terminarz
| Data    | Godzina |       |
| ------- | ------- | ----- |
| 4 marca | 15:27   | Finał |

## Wyniki
| WR – rekord świata \| CR – rekord mistrzostw świata \| NR – rekord kraju \| AR – rekord kontynentu \| WL – najlepszy wynik na listach światowych w sezonie 2018 \| SB – najlepszy wynik w sezonie \| PB – rekord życiowy |

### Finał
Źródło: IAAF
| Kolejność | Zawodniczka               | Reprezentacja     | #1   | #2   | #3   | #4   | #5   | #6   | Rezultat | Uwagi   |
| --------- | ------------------------- | ----------------- | ---- | ---- | ---- | ---- | ---- | ---- | -------- | ------- |
| 01 !      | Ivana Španović            | Serbia            | 6,89 | 6,74 | x    | 6,96 | –    | –    | 6,96     | WL · SB |
| 02 !      | Brittney Reese            | Stany Zjednoczone | 6,76 | 6,61 | 6,77 | 6,89 | 6,72 | 6,64 | 6,89     | SB      |
| 03 !      | Sosthene Taroum Moguenara | Niemcy            | 6,59 | 6,85 | x    | 6,31 | 6,23 | 6,30 | 6,85     | SB      |
| 4.        | Quanesha Burks            | Stany Zjednoczone | 6,81 | 6,51 | 6,71 | 6,78 | x    | 6,70 | 6,81     | PB      |
| 5.        | Malaika Mihambo           | Niemcy            | 6,43 | 6,40 | 6,55 | x    | 6,64 |      | 6,64     |         |
| 6.        | Khaddi Sagnia             | Szwecja           | 6,64 | x    | 6,40 | 6,45 | 4,23 |      | 6,64     |         |
| 7.        | Christabel Nettey         | Kanada            | 6,49 | 6,63 | 6,49 | 6,45 | 6,44 |      | 6,63     | SB      |
| 8.        | Ksenija Balta             | Estonia           | 6,46 | 6,48 | 6,26 | 6,50 | 6,57 |      | 6,57     |         |
| 9.        | Alina Rotaru              | Rumunia           | x    | 6,37 | 6,41 |      |      |      | 6,41     |         |
| 10.       | Maryna Bech               | Ukraina           | x    | 6,37 | 6,35 |      |      |      | 6,37     |         |
| 11.       | Lauma Grīva               | Łotwa             | 6,18 | 6,34 | 6,28 |      |      |      | 6,34     |         |
| 12.       | Éloyse Lesueur            | Francja           | 6,26 | 6,34 | 6,20 |      |      |      | 6,34     |         |
| 13.       | Jessamyn Sauceda          | Meksyk            | 5,95 | 5,93 | 5,99 |      |      |      | 5,99     | SB      |